# Century Engineering

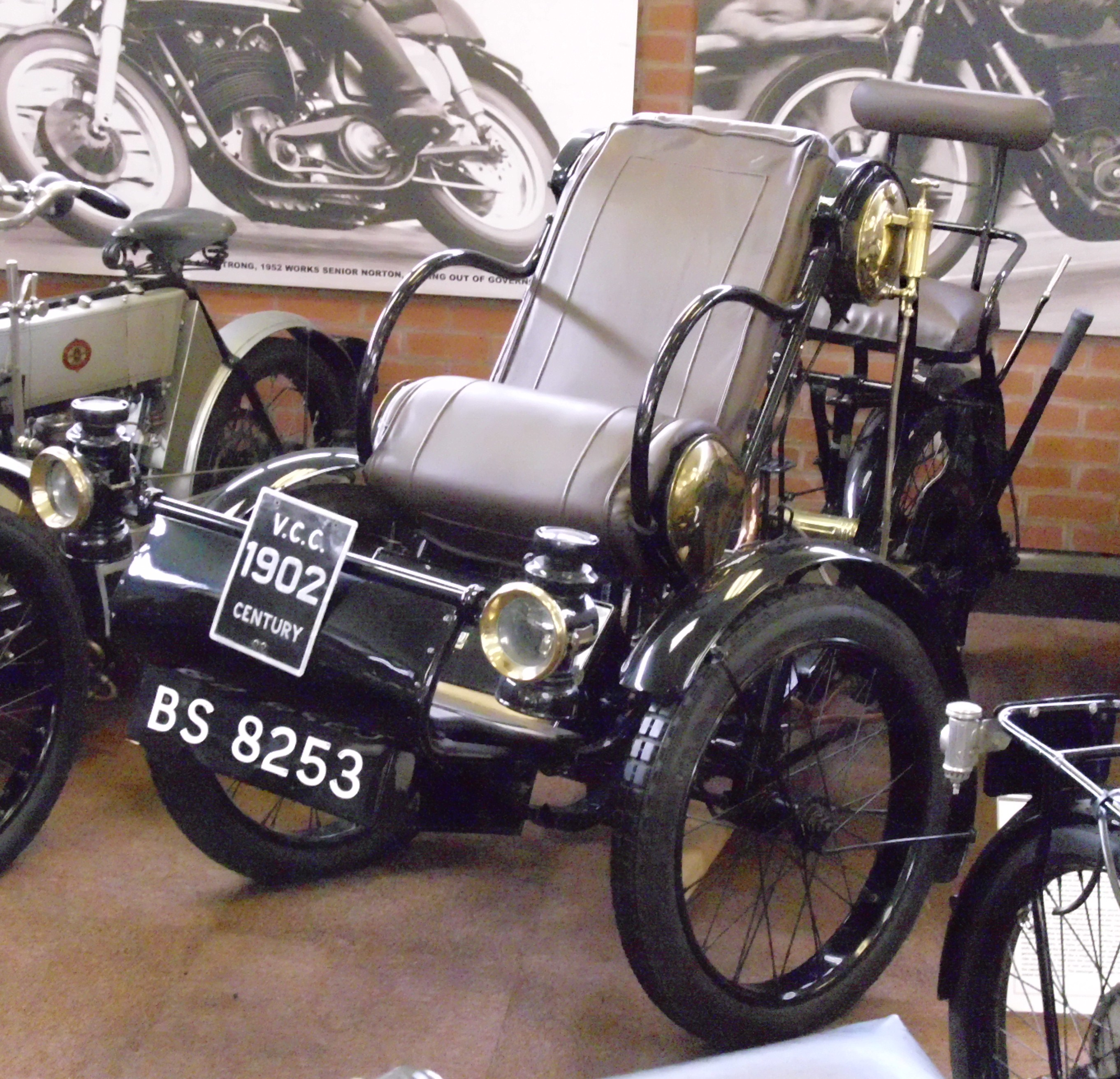
Century Dreirad von 1899

Century Engineering war ein britischer Hersteller von Automobilen.

## Unternehmensgeschichte
Ralph Jackson begann 1885 in Altrincham in Cheshire mit der Produktion von Fahrrädern. 1899 gründete er das Unternehmen Century Engineering & Motor Co Limited zur Produktion von Automobilen. 1901 verließ Jackson das Unternehmen und gründete Eagle Engineering. Unter der Leitung von Sydney Begbie erfolgte der Umzug nach Willesden bei London, und 1904 die Umbenennung in Century Engineering Co Limited. Ab 1905 lautete der Markenname New Century. 1907 endete die Produktion.

## Fahrzeuge
Das erste Modell war das Century Tandem, ein Dreirad, bei dem sich das einzelne Rad hinten befand. Ausgestattet war es anfangs mit einem Einzylindermotor mit 2,25 PS Leistung. 1901 standen drei verschiedene Einzylinder-Einbaumotoren zur Wahl: von De Dion-Bouton mit 3,5 PS, von Aster und von Motor Manufacturing Company mit jeweils 5 PS. Ab 1905 wurde ein Zweizylindermotor montiert. 1903 erschienen konventionelle vierrädrige Autos. Die Modelle 8 HP und 10 HP waren mit Zweizylindermotoren von Aster ausgestattet, und das Modell 22 HP mit einem Vierzylindermotor von Mutel. 1906 kam noch das Vierzylindermodell Princess mit 16 PS Leistung dazu.
Drei Fahrzeuge dieser Marke nehmen gelegentlich am London to Brighton Veteran Car Run teil.